# Siptah
Ajenra Setepenra - Merenptah Siptah, o Siptah, fue el séptimo faraón de la XIX Dinastía egipcia. Su nombre de trono era Ajenra Setepenra "Belleza de Ra, Elegido de Ra", y el de nacimiento, Merenptah Siptah "Amado de Ptah, Hijo de Ptah", cambiando todos sus títulos durante el segundo año de reinado; gobernó durante seis años, de c. 1194 a 1188 a. C. En los epítomes de Manetón no lo citan.

## Biografía
Aunque es lógico suponer que pertenecía a la familia ramésida gobernante, se desconoce el nombre de sus padres. Durante un tiempo los egiptólogos creyeron que su madre era Tiaa, esposa de un príncipe que bien pudo haber sido el anterior faraón, Sethy II, o el hijo de este, Amenmeses. Más tarde se ha descubierto que el error lo causó una riada que arrastró parte del ajuar funerario de la reina Tiaa desde la tumba KV32 hasta la de Siptah, la KV47; la madre de este se ha identificado como una dama siria llamada Sutailja.
La situación del Egipto que le tocó vivir a Siptah era muy poco agradable. Los últimos años del largo reinado de Ramsés II habían frenado el desarrollo del país, y el posterior conflicto dinástico entre Sethy II y Amenmeses, más las escasas cosechas y el aumento de la pobreza, hicieron crítica la situación. Los únicos que parecían salir beneficiados de toda esta historia eran, una vez más, las clases dirigentes, en especial los sacerdotes, quienes tras el traslado de la corte a Pi-Ramsés eran los auténticos gobernantes de Tebas.
Parece ser que la sucesión de Sethy II fue complicada, y que el canciller Bay, la eminencia gris de aquel periodo, tuvo algunos problemas para sentar a Siptah en el trono. La principal causa pudo ser que el nuevo rey apenas era un niño y que, por desgracia, tenía una pierna inutilizada a causa de la poliomielitis que sufrió de niño. En consecuencia, Egipto volvía a tener un rey-niño, más de cien años después de Tutankamón y al contrario que este, no podría nunca conducir al ejército.
La excesiva juventud del rey lo convirtió en una marioneta del canciller Bay y de la reina Tausert, la viuda de Sethy II. Ambos personajes ejercieron como pareja real sin corona, y es posible que existiese una corregencia entre Siptah y Tausert, quien, siguiendo el ejemplo pretérito de Thutmose III y Hatshepsut se autoproclamó reina-faraón. Así, encontramos sólo las huellas de Siptah en Nubia y en el extremo sur del Alto Egipto (donde precisamente también su presunto padre, Amenmeses, tuvo más adeptos en su tiempo), mientras que Tausert y Bay tuvieron influencia en el Medio, el Bajo Egipto y Palestina.

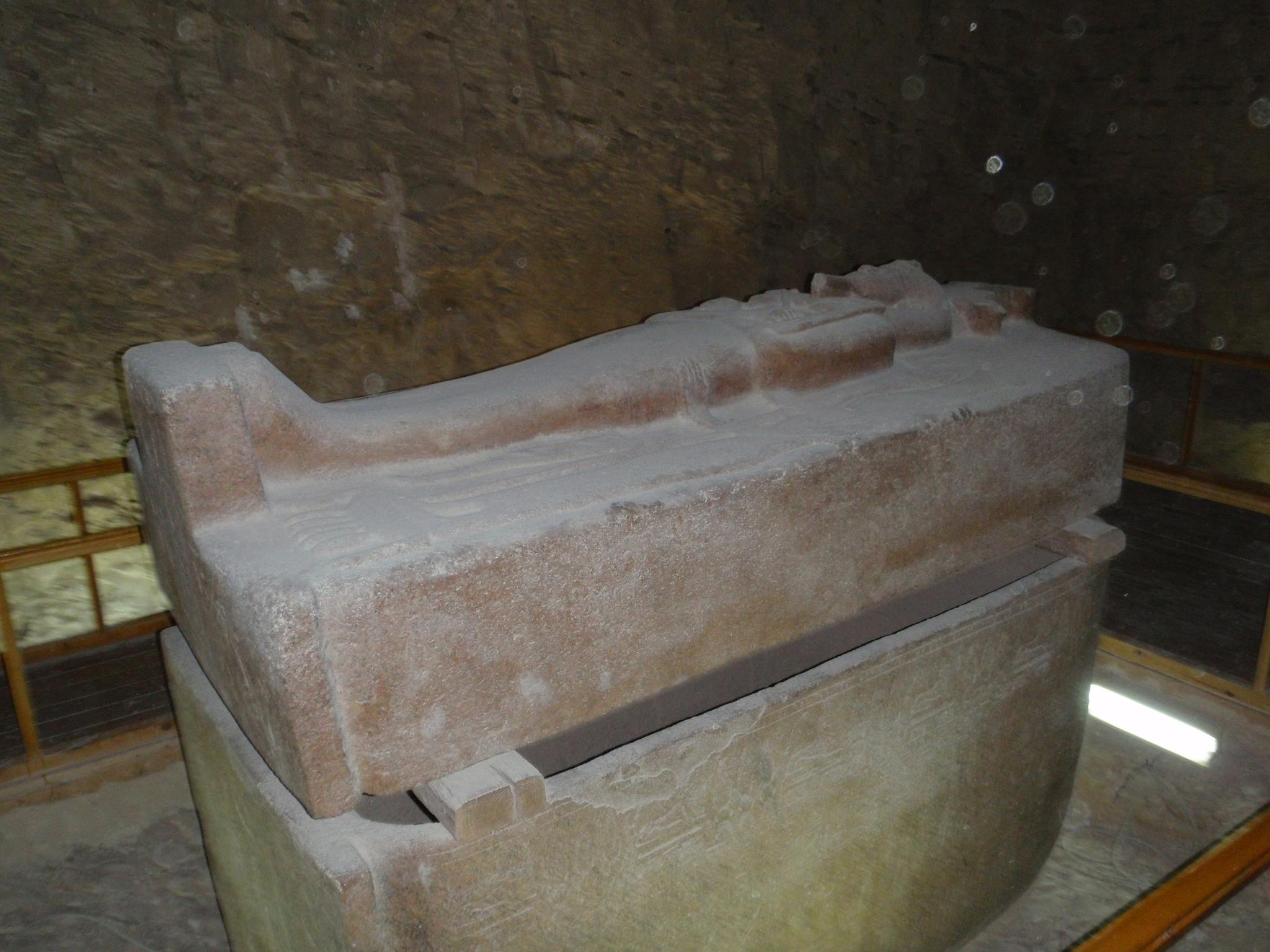
Sarcófago de Siptah.

En su breve reinado, Siptah, no realizó ninguna acción digna de pasar a la historia. Se resignó a ser manipulado por la reina y el canciller, y los monumentos más importantes de su época son un modesto templo funerario en Tebas oriental, y su propia tumba, catalogada como KV47. Cuando murió, aún en plena adolescencia, quizás debido a una enfermedad (su mala salud se refleja en su momia, hallada en el escondrijo KV35), Egipto estaba igual o incluso peor que cuando accedió al poder, aunque sólo sería nominal.
Es presumible que la muerte de Siptah perjudicase a Tausert. La reina decidió gobernar en solitario, pero solo duró dos años más, hasta que fue derrotada por Sethnajt, el enérgico fundador de la XX dinastía. Esta mujer, la penúltima reina-faraón de la historia, ha pasado por ser una tirana y ambiciosa, que no dudaba ante la muerte y la corrupción. Ignoramos si sólo fue mala prensa vertida por su oponente Sethnajt, o si fue la realidad del difícil Egipto posterior a Ramsés II.

## Testimonios de su época
Su nombre figura en varias inscripciones:
- Entierro de un toro de Apis, datado bajo el rey (Kitchen 1982c: 344)
- Inscripciones en Buhen (Kitchen 1982c: 348-349)
- Estela de “Bilgai” (Kitchen 1982c: 341-343)
- Objetos del templo funerario del rey en Luxor (museo Petrie)

## Titulatura
Siptah cambió todos sus títulos durante el segundo año de reinado, por algún motivo desconocido. Al comienzo del reinado era conocido como Sejaenra-(Ramsés) Siptah, pero a partir de entonces pasó a denominarse Ajenra-(Merenptah) Siptah. También cambió su nombre de Horus; y posiblemente los de Nebty y Horus de Oro, pero estos son desconocidos. Todo esto hizo pensar a los antiguos egiptólogos que existían dos reyes distintos: Ramsés-Siptah y Siptah; pero ahora se sabe que no es cierto.
| Titulatura | Jeroglífico | Transliteración (transcripción) - traducción - (referencias) |

| G5 |

| G5 |

| E2 · D40 | U7 · D36 | V28 | p · n · n · n | s | S34 | N16 · nb · Aa15 | D28 · Z1 · f | N5 · Z1 · nb |

| E2 · D40 | U7 · D36 | V28 | p · n · n · n | s | S34 | N16 · nb · Aa15 | D28 · Z1 · f | N5 · Z1 · nb |

| E2 · D40 | U7 · D36 | V28 | p · n · n · n | s | S34 | N16 · nb · Aa15 | D28 · Z1 · f | N5 · Z1 · nb |

| E2 · D40 | U7 · D36 | V28 | p · n · n · n | s | S34 | N16 · nb · Aa15 | D28 · Z1 · f | N5 · Z1 · nb |

| G5 |

| G5 |

| E2 · D40 | U7 · D36 | V28 | p · n · n · n | s | S34 | N16 · nb · Aa15 | D28 · Z1 · f | N5 · Z1 · nb |

| E2 · D40 | U7 · D36 | V28 | p · n · n · n | s | S34 | N16 · nb · Aa15 | D28 · Z1 · f | N5 · Z1 · nb |

| E2 · D40 | U7 · D36 | V28 | p · n · n · n | s | S34 | N16 · nb · Aa15 | D28 · Z1 · f | N5 · Z1 · nb |

| E2 · D40 | U7 · D36 | V28 | p · n · n · n | s | S34 | N16 · nb · Aa15 | D28 · Z1 · f | N5 · Z1 · nb |

| G16 |

| G16 |

| s | O29 · D36 | G1 | Y1 | O28 | W24 · O49 |

| s | O29 · D36 | G1 | Y1 | O28 | W24 · O49 |

| G16 |

| G16 |

| s | O29 · D36 | G1 | Y1 | O28 | W24 · O49 |

| s | O29 · D36 | G1 | Y1 | O28 | W24 · O49 |

| G8 |

| G8 |

| HASH | W19 | i | i | t · f | R13 | r · D36 | N5 | R13 |

| HASH | W19 | i | i | t · f | R13 | r · D36 | N5 | R13 |

| G8 |

| G8 |

| HASH | W19 | i | i | t · f | R13 | r · D36 | N5 | R13 |

| HASH | W19 | i | i | t · f | R13 | r · D36 | N5 | R13 |

| N5 | s | N28 · n | N36 | i | mn · n |

| N5 | s | N28 · n | N36 | i | mn · n |

| N5 | s | N28 · n | N36 | i | mn · n |

| N5 | s | N28 · n | N36 | i | mn · n |

| N5 | s | N28 · n | N36 | i | mn · n |

| N5 | s | N28 · n | N36 | i | mn · n |

| N5 | s | N28 · n | N36 | i | mn · n |

| N5 | s | N28 · n | N36 | i | mn · n |

| N5 | s | N28 · n | N36 | i | mn · n |

| N5 | s | N28 · n | N36 | i | mn · n |

| N5 | s | N28 · n | N36 | i | mn · n |

| N5 | s | N28 · n | N36 | i | mn · n |

| N5 | s | N28 · n | N36 | i | mn · n |

| N5 | s | N28 · n | N36 | i | mn · n |

| N5 | s | N28 · n | N36 | i | mn · n |

| N5 | s | N28 · n | N36 | i | mn · n |

| C2 | F31 | O34 · O34 | H8 · Z1 | p · t | V28 |

| C2 | F31 | O34 · O34 | H8 · Z1 | p · t | V28 |

| C2 | F31 | O34 · O34 | H8 · Z1 | p · t | V28 |

| C2 | F31 | O34 · O34 | H8 · Z1 | p · t | V28 |

| C2 | F31 | O34 · O34 | H8 · Z1 | p · t | V28 |

| C2 | F31 | O34 · O34 | H8 · Z1 | p · t | V28 |

| C2 | F31 | O34 · O34 | H8 · Z1 | p · t | V28 |

| C2 | F31 | O34 · O34 | H8 · Z1 | p · t | V28 |

| C2 | F31 | O34 · O34 | H8 · Z1 | p · t | V28 |

| C2 | F31 | O34 · O34 | H8 · Z1 | p · t | V28 |

| C2 | F31 | O34 · O34 | H8 · Z1 | p · t | V28 |

| C2 | F31 | O34 · O34 | H8 · Z1 | p · t | V28 |

| C2 | F31 | O34 · O34 | H8 · Z1 | p · t | V28 |

| C2 | F31 | O34 · O34 | H8 · Z1 | p · t | V28 |

| C2 | F31 | O34 · O34 | H8 · Z1 | p · t | V28 |

| C2 | F31 | O34 · O34 | H8 · Z1 | p · t | V28 |

### Cambio de titulatura
| Titulatura | Jeroglífico | Transliteración (transcripción) - traducción - (referencias) |

| G5 |

| G5 |

| E2 · D40 | N36 | V28 | D36 · p · Z4 | N36 · n · n · n |

| E2 · D40 | N36 | V28 | D36 · p · Z4 | N36 · n · n · n |

| E2 · D40 | N36 | V28 | D36 · p · Z4 | N36 · n · n · n |

| E2 · D40 | N36 | V28 | D36 · p · Z4 | N36 · n · n · n |

| G5 |

| G5 |

| E2 · D40 | N36 | V28 | D36 · p · Z4 | N36 · n · n · n |

| E2 · D40 | N36 | V28 | D36 · p · Z4 | N36 · n · n · n |

| E2 · D40 | N36 | V28 | D36 · p · Z4 | N36 · n · n · n |

| E2 · D40 | N36 | V28 | D36 · p · Z4 | N36 · n · n · n |

| N5 | G25 | Aa1 · n | N5 | U21 · n |

| N5 | G25 | Aa1 · n | N5 | U21 · n |

| N5 | G25 | Aa1 · n | N5 | U21 · n |

| N5 | G25 | Aa1 · n | N5 | U21 · n |

| N5 | G25 | Aa1 · n | N5 | U21 · n |

| N5 | G25 | Aa1 · n | N5 | U21 · n |

| N5 | G25 | Aa1 · n | N5 | U21 · n |

| N5 | G25 | Aa1 · n | N5 | U21 · n |

| N5 | G25 | Aa1 · n | N5 | U21 · n |

| N5 | G25 | Aa1 · n | N5 | U21 · n |

| N5 | G25 | Aa1 · n | N5 | U21 · n |

| N5 | G25 | Aa1 · n | N5 | U21 · n |

| N5 | G25 | Aa1 · n | N5 | U21 · n |

| N5 | G25 | Aa1 · n | N5 | U21 · n |

| N5 | G25 | Aa1 · n | N5 | U21 · n |

| N5 | G25 | Aa1 · n | N5 | U21 · n |

| mr | C19 | H8 · Z1 | C19 | S3 |

| mr | C19 | H8 · Z1 | C19 | S3 |

| mr | C19 | H8 · Z1 | C19 | S3 |

| mr | C19 | H8 · Z1 | C19 | S3 |

| mr | C19 | H8 · Z1 | C19 | S3 |

| mr | C19 | H8 · Z1 | C19 | S3 |

| mr | C19 | H8 · Z1 | C19 | S3 |

| mr | C19 | H8 · Z1 | C19 | S3 |

| mr | C19 | H8 · Z1 | C19 | S3 |

| mr | C19 | H8 · Z1 | C19 | S3 |

| mr | C19 | H8 · Z1 | C19 | S3 |

| mr | C19 | H8 · Z1 | C19 | S3 |

| mr | C19 | H8 · Z1 | C19 | S3 |

| mr | C19 | H8 · Z1 | C19 | S3 |

| mr | C19 | H8 · Z1 | C19 | S3 |

| mr | C19 | H8 · Z1 | C19 | S3 |